# Oliver Cromwell
Oliver Cromwell (Huntingdon, Regne d'Anglaterra, 25 d'abril de 1599 - Londres, 3 de setembre de 1658) va ser un polític i soldat anglès, àmpliament considerat com una de les figures més importants de la història de les Illes Britàniques. Va arribar a la fama durant les Guerres de les Tres Nacions de 1639 a 1653, inicialment com a comandant superior de l'exèrcit parlamentari i després com a polític. Un destacat defensor de l'execució de Carles I el gener de 1649, que va portar a l'establiment del Commonwealth (Protectorat) a Anglaterra, convertint el país en una república i governant com a Lord Protector des de desembre de 1653 fins a la seva mort el setembre de 1658. Cromwell segueix sent una figura controvertida a causa del seu ús de l'exèrcit per adquirir poder polític, i la brutalitat de la seva campanya d'Irlanda de 1649.
Educat al Sidney Sussex College de Cambridge, Cromwell va ser elegit diputat al Parlament anglès per Huntingdon el 1628. Els primers 40 anys de la seva vida van ser indiferents i en un moment de la seva vida va contemplar emigrar a les colònies angleses de Nova Anglaterra. Es va convertir en un independent religiós en la dècada de 1630 i després va creure que els seus èxits eren el resultat de la divina providència. Tot i que generalment donava suport a la tolerància per a les diverses sectes protestants de l'època, més tard es va oposar a les que considerava herètiques, com els quàquers i els quintamonarquistes. El 1640, Cromwell va ser retornat com a diputat per Cambridge al Parlament, i es va unir a l'exèrcit parlamentari quan va començar la Primera guerra civil anglesa l'agost de 1642. Ràpidament va demostrar les seves habilitats militars i el 1645 va ser nomenat comandant de la cavalleria del Nou Exèrcit Model (New Model Army) sota el comandament de Sir Thomas Fairfax, jugant un paper clau en la derrota dels reialistes a la Primera i Segona Guerra Civil Anglesa.
Durant els quaranta primers anys de la seva vida no va ser més que un noble terratinent, però va pujar de forma meteòrica fins a comandar el Nou Exèrcit Model i a la llarga, imposar el seu lideratge sobre Anglaterra, Escòcia i Irlanda com a Lord Protector, des del 16 de desembre de 1653, fins al dia de la seva mort. Des de llavors s'ha convertit en una figura molt controvertida en la història anglesa: per a alguns historiadors com David Hume i Christopher Hill, no és més que un dictador regicida; per a altres, com Thomas Carlyle i Samuel Rawson Gardiner, és un heroi de la lluita per la llibertat.
La seva carrera és plena de contradiccions. Va ser un regicida que es va qüestionar si havia o no d'acceptar la corona per a si mateix, i finalment va decidir no fer-ho, però va acumular més poder que el mateix Carles I d'Anglaterra. Va ser un parlamentari que va ordenar als seus soldats dissoldre parlaments. Fanàtic religiós seguidor del cristianisme protestant, les seves campanyes de conquesta d'Irlanda i d'Escòcia van ser brutals fins i tot per als cànons de l'època, ja que considerava que combatia amb heretges. Sota el seu comandament, el Protectorat va defensar la llibertat de culte i de consciència, però va permetre que els blasfems fossin torturats, a més de perseguir cruelment els catòlics. Es va mostrar a favor del criteri d'equitat en la justícia, però va tancar aquells que van criticar la seva política d'incrementar els impostos sense el permís del Parlament d'Anglaterra.
Els seus admiradors el citen com un líder fort, estabilitzador i amb sentit d'Estat, que es va guanyar el respecte internacional, va enderrocar la tirania i va promoure la república i la llibertat. Els seus crítics el consideren un hipòcrita obertament ambiciós que va trair la causa de la llibertat, va imposar un sistema de valors purità i va mostrar un escàs respecte cap a les tradicions del país. Quan els monàrquics van tornar al poder, el seu cadàver va ser desenterrat, penjat de cadenes i decapitat, i el seu cap exposat durant anys per a escarni públic.

## Biografia

### Primers anys
Cromwell va néixer a Huntingdon el 25 d'abril de 1599 fill de Robert Cromwell i de la seva segona esposa Elizabeth, filla de William Steward. La propietat de la família deriva del rebesavi d'Oliver, Morgan ap William, un cerveser de Glamorgan que es va establir a Putney (Londres) i es va casar amb Katherine Cromwell (nascuda el 1482), la germana de Thomas Cromwell, que es convertiria en el famós ministre en cap d'Enric VIII. Els Cromwells van adquirir una gran riquesa com a beneficiaris ocasionals de l'administració de Thomas després de la dissolució dels monestirs.
L'avi patern de Cromwell, Sir Henry Williams, era un dels dos terratinents més rics de Huntingdonshire. El pare de Cromwell era de mitjans modestos, però encara era membre de la noblesa terratinent. Com que era el fill petit de molts germans, Robert va heretar només una casa a Huntingdon i una petita parcel·la de terra. Aquesta terra hauria generat uns ingressos de fins a 300 lliures a l'any, prop de la part inferior de la mitjana d'ingressos de la baixa noblesa.
Oliver Cromwell va ser batejat el 29 d'abril de 1599 a l'església de Sant Joan de Huntingdon i va assistir a la Huntingdon Grammar School. Va estudiar al Sidney Sussex College de Cambridge, llavors una universitat recentment fundada amb un forta inclinació puritana. Va marxar el juny de 1617 sense graduar-se, just després de la mort del seu pare. Cromwell probablement va tornar a casa a Huntingdon després de la mort del seu pare. Quan la seva mare era vídua, i les seves set germanes solteres, l'haurien necessitat a casa per ajudar i fer-se'n càrrec la seva família.

### Casament i familia
Cromwell es va casar amb Elizabeth Bourchier (1598-1665) el 22 d'agost de 1620 a St Giles-without-Cripplegate, Fore Street, Londres. El pare d'Elizabeth, Sir James Bourchier, era un comerciant de cuir londinenc que posseïa grans extensions de terres a Essex i tenia fortes connexions amb les famílies de la noblesa puritana. El matrimoni va portar a Cromwell a contactar amb Oliver St John i els principals membres de la comunitat mercantil de Londres, i darrere d'ells la influència dels comtes de Warwick i Holanda. Una posició així en aquesta xarxa influent va resultar crucial per a la carrera política i militar de Cromwell. La parella va tenir nou fills:
- Robert (1621–1639), va morir quan estava cursant els seus estudis
- Oliver (1622–1644), va morir de febre tifoide mentre servia com a oficial parlamentari
- Bridget (1624–1662), es va casar amb Henry Ireton i després amb Charles Fleetwood
- Richard (1626–1712), El successor del seu pare com a Lord Protector, es va casar amb Dorothy Maijor
- Henry (1628–1674), Més tard Lord Diputat d'Irlanda (en el càrrec: 1657-1659), es va casar amb Elizabeth Russell (filla de Sir Francis Russell)
- Elizabeth (1629–1658), es va casar amb John Claypole
- James (b. & d. 1632), mort durant la infància
- Mary (1637–1713), es va casar amb Thomas Belasyse, 1r Comte de Fauconberg
- Frances (1638–1720), es va casar amb Robert Rich (1634–1658) i més tard amb Sir John Russell, 3rd Baronet

### Crisis i recuperació
Hi ha poques evidències de la religió de Cromwell en els seus primers anys. Una seva carta de 1626 a Henry Downhall, un ministre arminià, suggereix que devia haver esta influenciat pel puritanisme radical. Però hi ha proves de que Cromwell va patir una crisi personal a finals de la dècada de 1620 i principis de la de 1630. El 1628 va ser elegit al Parlament de la ciutat comtal de Huntingdonshire, Huntingdon. Més tard aquell any, va demanar tractament per a una varietat de malalties físiques i emocionals, incloent la valde melancholicus (depressió), diagnosticat pel metge suís nascut a Londres Théodore de Mayerne. El 1629, Cromwell va estar involucrat en una disputa entre la noblesa de Huntingdon que implicava una nova carta per a la ciutat. Com a resultat, va ser cridat davant del Consell Privat el 1630.
El 1631, probablement com a resultat d'aquesta disputa, Cromwell va vendre la majoria de les seves propietats a Huntingdon i es va traslladar a una granja a prop de la localitat de St Ives, Cambridgeshire. Aquesta acció, un pas important en la propera història dels Cromwell, també va tenir un impacte emocional i espiritual significatiu en Cromwell; una carta existent de 1638 d'ell al seu cosí, la dona d'Oliver St John, dona constància d'un despertar espiritual que va viure en aquell moment. A la carta, Cromwell, descrivint-se a si mateix com el "cap dels pecadors", descriu la seva crida com una "congregació dels nounats".
El llenguatge emprat a la carta, particularment la inclusió de nombroses referències de caràcter bíblic, mostra la creença de Cromwell que va ser salvat dels seus anteriors pecats per la misericòrdia de Déu, i indica les seves creences religiosament independents, entre elles, que la reforma protestant no havia anat prou lluny, que gran part d'Anglaterra encara vivia en pecat, i que les creences i pràctiques catòliques han de ser completament eliminades de l'església anglesa. Sembla que el 1634 Cromwell va intentar emigrar al que es va convertir en la Colònia de Connecticut a les amèriques britànqiues, però el govern el va impedir de marxar.
Juntament amb el seu germà Henry, Cromwell havia mantingut una petita granja de pollastres i ovelles, venent ous i llana per guanyar-se la vida, portava un estil de vida semblant al d'un granger de yeoman. El 1636 Cromwell va heretar el control de diverses propietats a Ely del seu oncle per part de la seva mare, i el treball del seu oncle com a col·lector de delmes per a la catedral d'Ely. Com a resultat, és probable que els seus ingressos haguessin augmentat al voltant de 300-400 lliures per any; A finals de la dècada de 1630, després de la seva crisi, Cromwell va tornar a formar part de gentilesa reconeguda. S'havia convertit en un purità compromès i havia establert importants vincles familiars amb famílies importants de Londres i Essex.

### Membre del Parlament: 1628-1629 i 1640-1642
Cromwell es va convertir en membre del Parlament per Huntingdon al Parlament de 1628-1629, com a recomanat de la família Montagu de Hinchingbrooke House. Va causar poca impressió: els registres parlamentaris només mostren un discurs (contra el bisbe arminià Richard Neile), que va ser mal rebut per la resta de parlamentaris. Després de dissoldre el Parlament, Carles I va governar sense un Parlament durant els propers 11 anys del seu regnat. Quan Carles va haver d'enfrontar a la rebel·lió escocesa a les guerres episcopals, la manca de diners el va obligar a tornar a convocar un parlament per demanar els parlamentaris la legitimació de nous impostos el 1640. Cromwell va ser retornat com a membre de Parlament per la localitat de Cambridge, però aquest Parlament va durar només tres setmanes abans de ser dissolt, raó per la qual se'l coneix com el Short Parliment (Parlament Curt). Cromwell va traslladar la seva família d'Ely a Londres el 1640.
Un segon parlament va ser convocat més tard el mateix any i va ser conegut com el Long Parliment (Parlament Llarg). Cromwell va tornar de nou a ser membre per Cambridge. Igual que amb el Parlament de 1628-1629, és probable que degués la seva posició de parlamentari a l'ajuda de famílies importants, cosa que podria explicar per què en la primera setmana del Parlament va ser l'encarregat de presentar una petició per a l'alliberament de John Lilburne, que s'havia convertit en un cause célèbre purità després de la seva detenció per importar tractats i escrits religiosos dels Països Baixos. Durant els primers dos anys del Parlament Llarg, Cromwell va estar vinculat al grup d'aristòcrates de la Cambra dels Lords i dels membres de la Cambra dels Comuns amb els quals havia establert vincles familiars i religiosos en la dècada de 1630, com els comtes d'Essex, Warwick i Bedford, Oliver St John i el vescomte Saye i Sele.
En aquesta fase, el seu grup tenia una agenda reformista: volien que el poder executiu fos controlat per parlaments regulars i l'extensió moderada de la llibertat de consciència. Cromwell sembla haver pres un paper en algunes de les maniobres polítiques d'aquest grup. Al maig de 1641, per exemple, va presentar la segona lectura del projecte de llei dels Parlaments Anuals, i més tard va prendre un paper en la redacció del projecte de llei Root and Branch per a l'abolició de l'episcopat.

### Comandant militar: 1642 - 1646

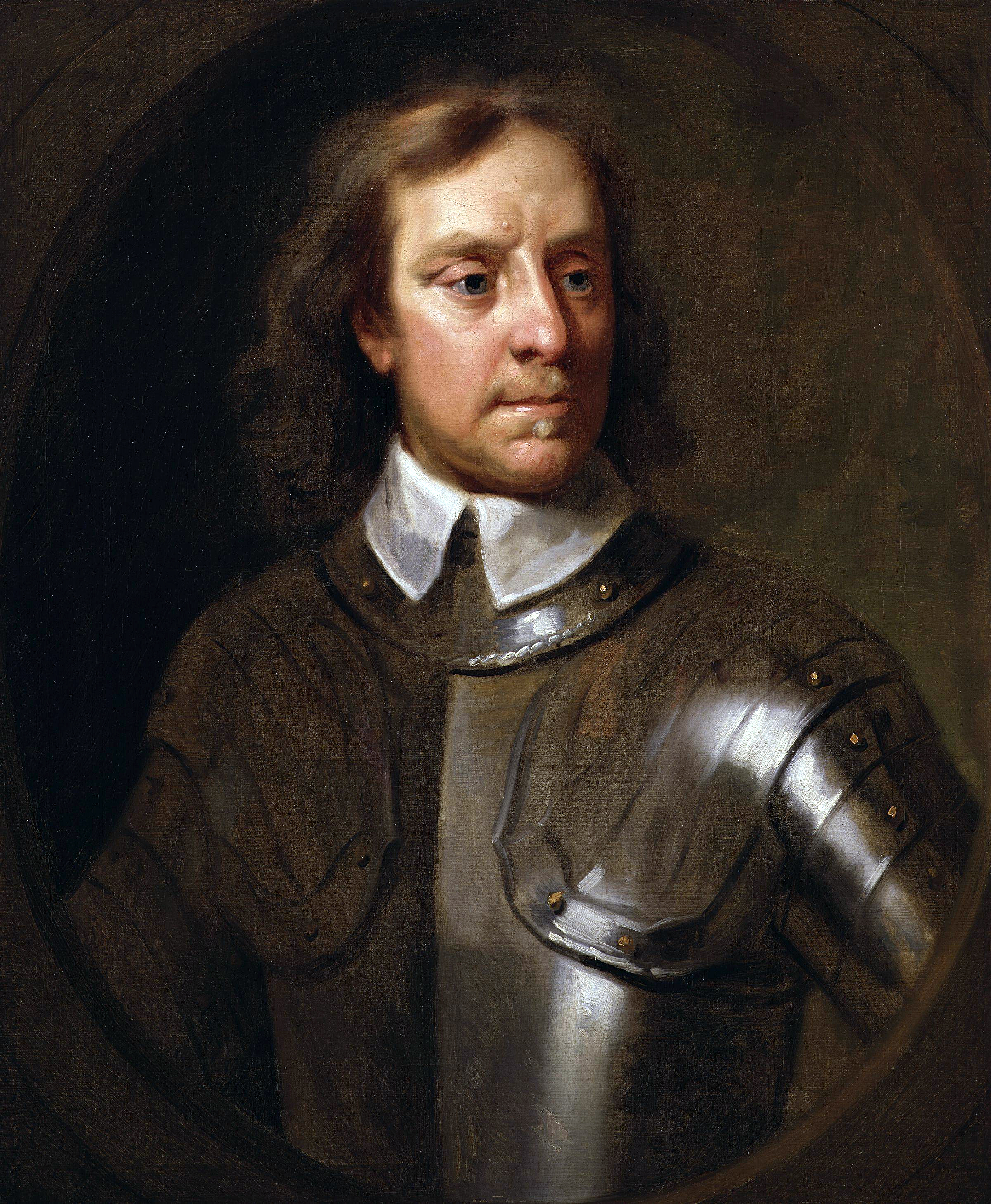
Retrat, per Samuel Cooper.

El fracassat intent de resoldre els problemes d'abans del Parlament Llarg va portar a un conflicte armat entre el Parlament i Carles I a finals de 1642, donant inici a la Guerra Civil Anglesa. Abans d'unir-se a les forces del Parlament, l'única experiència militar de Cromwell era en les trained bands (bandes entrenades), una milícia del seu comtat local. Va reclutar una tropa de cavalleria a Cambridgeshire després de bloquejar un valuós enviament de plata dels col·legis de Cambridge que estava destinat al rei. Cromwell i la seva tropa van arribar a la batalla d'Edgehill el 23 d'octubre de 1642, però van arribar massa tard per participar-hi. La tropa va ser reclutada per ser un regiment complet a l'hivern de 1642-1643, formant part de l'Associació Oriental sota les ordres d'Edward Montagu comte de Manchester. Cromwell va anar guanyant experiència en accions victoriasa al comtat d'Ànglia de l'Est el 1643, notablement a la batalla de Gainsborough el 28 de juliol. Posteriorment va ser nomenat governador de l'illa d'Ely i coronel de l'Associació Oriental.
En el moment de la batalla de Marston Moor el juliol de 1644, Cromwell havia ascendit al rang de tinent general de cavalleria a l'exèrcit de Manchester. L'èxit de la seva cavalleria en trencar les files de la cavalleria reialista i atacar la seva infanteria des de la rereguarda a Marston Moor va ser un factor important en la victòria parlamentària. Cromwell va lluitar al capdavant de les seves tropes a la batalla i va ser lleugerament ferit al coll, fent un breu descans de la batalla per rebre tractament, però tornant més tard per ajudar a assegurar la victòria. Després que el nebot de Cromwell fos mort durant la batalla de Marston Moor, va escriure una famosa carta al seu cunyat. La batalla va assegurar el control del nord d'Anglaterra per als parlamentaris, però no va poder acabar amb la resistència reialista.
El resultat indecís de la Segona Batalla de Newbury a l'octubre va significar que cap al final de 1644 la guerra encara no mostrava cap senyal d'acabar. L'experiència de Cromwell a Newbury, on el comte Manchester havia deixat que l'exèrcit del rei escapés d'una maniobra envoltant, va portar a una seriosa discussió amb el comte, a qui creia que era menys que entusiasta en la seva conducta de la guerra. El comte de Manchester més tard va acusar Cromwell de reclutar homes de "baix naixement" com a oficials de l'exèrcit, al que Cromwell va respondre: "Si tries homes honestos per ser capitans de cavalleria, els homes honestos els seguiran ... Preferiria tenir un capità cobert de russet que sàpiga pel que lluita i estima el que sap, que el que vostè diu que es un cavaller i no és res més". En aquella època, Cromwell també va caure en disputa amb el Major-General Lawrence Crawford, un covenanter escocès unit a l'exèrcit de Manchester, que es va oposar a l'encoratjament de Cromwell d'Independents i Anabaptistes no ortodoxos. També va ser acusat de pertànyer a la secta familista pel presbiterià escocès Samuel Rutherford en resposta a la seva carta a la Cambra dels Comuns el 1645.

### Batalla de Naseby, 1645
A la batalla de Naseby el juny de 1645, el Nou Exèrcit Model va destruir l'exèrcit major del rei. Cromwell va dirigir la seva facció amb gran èxit a Naseby, de nou dirigint la cavalleria parlamentària. A la batalla de Langport el 10 de juliol, Cromwell participà en la derrota de l'últim exèrcit reialista. Les batalles de Naseby i Langport van posar fi a les esperances de victòria del rei, i les campanyes parlamentàries posteriors van consistir en prendre les posicions reialistes fortificades restants a l'oest d'Anglaterra. A l'octubre de 1645, Cromwell va assetjar i va prendre la rica i formidable fortalesa catòlica Basing House, després de ser acusat de matar 100 dels seus 300 homes de la guarnició reialista després de la seva rendició. També va participar en exitosos setges a Bridgwater, Sherborne, Bristol, Devizes i Winchester, i després va passar la primera meitat de 1646 atrinxerant la resistència reialista restant a Devon i Cornualla. Carles I es va rendir als escocesos el 5 de maig de 1646, posant un punt final a la Primera Guerra Civil Anglesa. Cromwell i Fairfax van acceptar la rendició reialista formalment a Oxford el juny d'aquell any.

### Política 1647-49
El febrer de 1647, Cromwell va patir una malaltia que el va mantenir allunyat de la vida política durant més d'un mes. Quan es va recuperar, els parlamentaris es van dividir sobre que fer amb el rei. Una majoria en les dues cambres parlamentàries (la dels Lords i la dels Comuns) va pressionar per a un acord en que es pagaria a l'exèrcit escocès, dissoldria gran part del Nou Exèrcit Model i restauraria a Carles I a canvi de que s'apliques el rite presbiterià a l'església anglesa. Cromwell va rebutjar el model escocès de presbiterianisme, que amenaçava de reemplaçar una jerarquia autoritària (la anglicana, segons ell) per una altra. El Nou Exèrcit Model, radicalitzat per la incapacitat del Parlament de pagar els salaris que li devien, va presentar una petició contra aquests canvis, però els comuns van declarar il·legal la petició. Al maig de 1647 Cromwell va ser enviat a la caserna general de l'exèrcit a Saffron Walden per negociar amb ells, però no va aconseguir arribar a un acord.
Al juny de 1647, un esquadró de cavalleria sota el comandament del tinent-general George Joyce va rescatar el rei de la presó en la que estava reclós pel Parlament. Amb el rei present, Cromwell estava ansiós per esbrinar quines condicions acceptaria el rei si la seva autoritat fos restaurada. El rei semblava estar disposat a comprometre's amb els pactes, de manera que Cromwell va cridar el seu gendre, Henry Ireton, per elaborar propostes per a un acord constitucional. Les propostes van ser redactades diverses vegades amb diferents canvis fins que finalment els Heads of Proposals (caps de les propostes) van complaure Cromwell en principi i van permetre futures negociacions.

### Segona guerra civil anglesa i execució del rei Carles I

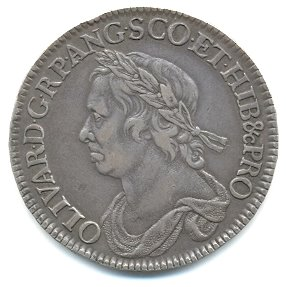
Mitja corona britànica amb l'efígie d'Oliver Cromwell, 1658. En la inscripció es llegeix OLIVAR.DGRP.ANG. SCO.ET.HIB & cPRO (OLIVARIUS DEI Gratia REIPUBLICÆ ANGLIÆ SCOTIÆ ET HIBERNIÆ ET CETERA PROTECTOR), que significa «Oliver, per la Gràcia de Déu Protector de la Mancomunitat d'Anglaterra, Escòcia i Irlanda etcètera". El fragment «ET CETERA» es refereix a les reivindicacions angleses al tron de França, a les que ni tan sols Cromwell estava preparat per renunciar.

La incapacitat d'arribar a un acord polític amb el rei va conduir finalment a la Segona Guerra Civil Anglesa el 1648, en la que el rei va intentar recuperar el poder per la força de les armes. Carles I d'Anglaterra va aprofitar la desviació de l'atenció de si mateix per negociar el 28 de desembre de 1647 un tractat secret amb els escocesos, prometent novament una reforma de l'església. Sota l'acord, anomenat Covenant (Compromís), els escocesos es van comprometre a envair Anglaterra en nom de Carles i restaurar-lo al tron. L'estiu de 1648 es va produir una sèrie d'aixecaments reialistes a Anglaterra a més de la preparada invasió escocesa, que les forces lleials al Parlament van suprimir ràpidament. Cromwell va sufocar per primera vegada una revolta reialista al sud de Gal·les dirigida per Rowland Laugharne, que va recuperar el castell de Cas-gwent el 25 de maig i sis dies més tard va forçar la rendició de Tenby. El castell de Carmarthen va ser destruït per la crema del mateix per part dels parlamentaris; el castell de Pembrokemolt, molt més fortificat va caure només després d'un setge de vuit setmanes. Cromwell va tractar amb indulgència amb els soldats reialistes capturats, però menys amb aquells que anteriorment havien format part de l'exèrcit parlamentari, John Poyer, un antic soldat parlamentari, va ser executat a Londres. A la batalla de Preston, Cromwell, com a comandant en cap per primera vegada en una gran batalla, va aconseguir una brillant victòria contra els aliats escocesos (coneguts en anglès com els Engagers) del rei entre el 17 i el 19 d'agost.
Durant l'any 1648, les cartes i discursos de Cromwell es van omplir de referències bíbliques, que en gran part consistien en meditacions sobre el significat de passatges particulars. Per exemple, després de la batalla de Preston, l'estudi dels Salms 17 i 105 el va portar a dir al Parlament que «aquells que són implacables i no paren d'assolar la terra seran ràpidament destruïts i expulsats d'ella». En una carta a Oliver St John el setembre de 1648, li urgeix a llegir Isaïes - 8, passatge que on el regne cau i només els fidels sobreviuen. Aquesta carta suggereix que va ser la fe de Cromwell, i no un interès en les polítiques radicals, juntament amb la decisió del Parlament d'entaular negociacions amb el rei en el Tractat de Newport, el que el va portar a creure que Déu mateix parlava en contra tant del Parlament com del Rei com autoritats legals. Per Cromwell, l'exèrcit era ara l'instrument escollit per Déu. L'episodi és una mostra de la ferma creença de Cromwell en el providencialisme, és a dir, la creença que Déu mateix estava intervenint en els assumptes mundans a través de les accions de «persones escollides» (que Déu havia «proveït» per aquest fi). Durant les Guerres Civils, Cromwell creia que ell era una d'aquestes persones, i va interpretar les seves victòries com a indicis de l'aprovació de Déu i les derrotes com a signes que Déu l'apuntava en una altra direcció.

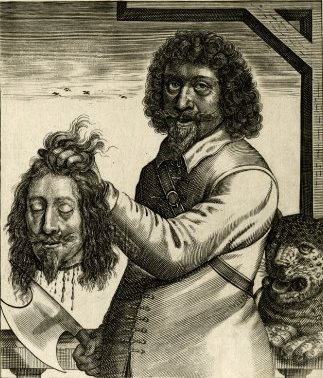
Pamflet holandès imprès anònimament atacant la decapitació de Carles I, mostrant Thomas Fairfax sostenint el cap tallat del rei

El desembre de 1648, els membres del Parlament que desitjaven seguir negociacions amb el rei van veure tallat el pas per un esquadró de soldats liderat pel coronel Thomas Pride, un episodi que va ser aviat conegut com la Purga de Pride. Els membres restants del que a partir d'aleshores seria conegut com el Parlament Romanent (Rump Parliament) van acordar que Carles I havia de ser jutjat per traïció. Es va establir una cort, i la pena de mort de Carles va ser finalment signada per 59 dels seus membres. Cromwell encara estava al nord d'Anglaterra, fent front a la resistència reialista, quan aquests esdeveniments van tenir lloc, però després va tornar a Londres. L'endemà de la Purga de Pride, es va convertir en un ferm partidari dels que donaven suport al processament i execució del rei, creient que matar a Carles era l'única manera de posar fi a les guerres civils.
El 1649 començà el judici contra Carles. Al final del judici, els 59 comissaris (jutges), incloent-hi Cromwell, van declarar Carles I d'Anglaterra culpable d'alta traïció com a "tirà, traïdor, assassí i enemic públic". La seva decapitació va tenir lloc en un cadafal davant de la Casa del Banquet del Palau de Whitehall el 30 de gener de 1649, sent la primera vegada que un monarca és executat de forma pública en la història d'occident.
Un cop executat el monarca, el parlament aviat va decidir procedir a la seva venda del patrimoni de Carles I com una via per finançar la construcció de navilis de guerra, així com obtenir recursos econòmics per pagar els deutes que el difunt monarca havia contret amb nombrosos proveïdors i que encara estaven per pagar. Addicionalment, venent el patrimoni, especialment aquells objectes més íntimament associats a  la reialesa com la col·lecció d'art de Carles I, es desproveïa a aquesta dels atributs de poder.
Després de la Restauració el 1660, nou dels regicides supervivents que no vivien a l'exili van ser executats i la majoria dels altres van ser condemnats a cadena perpètua. S'aconseguí dissoldre la monarquia i la cambra dels Lords, i aquell mateix any es formà la Commonwealth d'Anglaterra, una república.

### Establiment del Commonwealth: 1649
Després de l'execució del rei, es va declarar una república, coneguda com la Mancomunitat o Commonwealth d'Anglaterra. Va dividir el país en 11 demarcacions governades cadascuna d'elles per un general. El que volia Cromwell és que les antigues oligarquies col·laboressin amb els generals, aquest govern però no va ser molt eficaç, ja que els van fer boicot.
El Parlament Romanent exercia poders tant executius com legislatius, amb un Consell d'Estat més petit també tenint algunes funcions executives. Cromwell va romandre com a membre del Parlament i va ser nomenat membre del consell. En els primers mesos després de l'execució de Carles, Cromwell va intentar, però no va aconseguir unir els "Royal Independents" dirigits per St John i Saye i Sele, que s'havien fracturat durant 1648. Cromwell havia estat connectat amb aquest grup des d'abans de l'esclat de la guerra civil el 1642 i havia estat estretament associat amb ells durant la dècada de 1640. Només St John va ser persuadit per mantenir el seu escó al Parlament. Mentrestant, els reialistes s'havien reagrupat a Irlanda, havent signat un tractat amb els irlandesos coneguts com a confederats catòlics. Al març, el Parlament va triar Cromwell per dirigir una campanya contra ells. Els preparatius per a una invasió d'Irlanda el van ocupar en els mesos posteriors. En l'última part de la dècada de 1640, Cromwell va haver d'afrontar dissidències polítiques en el seu Nou Exèrcit Model. Dins d'aquest, va sorgir el moviment conegut com el Nivelator Movemen, un moviment polític que va emfasitzar la sobirania popular, el sufragi ampliat, la igualtat davant la llei i la tolerància religiosa. Aquests sentiments van ser expressats en un manifest de 1647: el conegut com Acord del Poble. Cromwell i la resta dels seus generals lleials no van estar d'acord amb aquests sentiments, que pretenien donar massa llibertat a la gent; creien que el vot havia d'estendre's només als terratinents.
En els Debats de Putney de 1647, aquests dos grups van debatre aquests temes amb l'esperança de formar una nova constitució per a Anglaterra. Les rebel·lions i els motins van seguir els debats, i el 1649, el motí de Bishopsgate va donar lloc a l'execució del nivelator Robert Lockyer afusellant-lo. El mes següent, el motí de Banbury es va produir amb resultats similars. Cromwell va liderar el càrrec per sufocar aquestes rebel·lions. Després de sufocar uns motins dins de l'exèrcit anglès a Andover i Burford al maig, va partir cap a Irlanda des de Bristol a finals de juliol.

### Campanya a Irlanda: 1649 - 1650
Cromwell va dirigir una invasió parlamentària d'Irlanda de 1649 a 1650. L'oposició clau del Parlament va ser l'amenaça militar plantejada per l'aliança dels confederats catòlics irlandesos i els reialistes anglesos (signada el 1649) i per castigar els irlandesos per la seva revolta de 1641. L'aliança Confederada-Reialista va ser vista com luna amenaça per al Commonwealth de Cromwell. No obstant això, la situació política a Irlanda el 1649 va ser extremadament fracturada: també hi havia forces separades dels catòlics irlandesos que s'oposaven a l'aliança reialista, i forces reialistes protestants que anaven avançant gradualment cap al Parlament.
L'hostilitat de Cromwell cap als irlandesos era tant religiosa com política. Es va oposar apassionadament a l'Església Catòlica, que creia que negava la primacia de la Bíblia en favor de l'autoritat papal i clerical, que va acusar de ser tirànica i de perseguir dels protestants a l'Europa continental. L'idea de que el catolicisme era sinónim de persecució religiosa de Cromwell es va intensificar amb la rebel·lió irlandesa de 1641. Aquesta rebel·lió, encara que pretenia ser no violenta, va estar marcada per massacres de colons anglesos i escocesos protestants per irlandesos ("Gaels") i anglesos antics a Irlanda, i catòlics escocesos de les terres altes a Irlanda. Aquests colons s'havien assentat en terres confiscades dels antics propietaris catòlics nadius per donar pas als protestants no nadius. Aquests factors van contribuir a la brutalitat de la campanya militar de Cromwell a Irlanda.
El Parlament havia planejat reconquerir Irlanda des de 1641 i ja hi havia enviat una força invasora el 1647. La invasió de Cromwell de 1649 va ser molt més gran i, amb la guerra civil a Anglaterra acabada, es va poder reforçar i tornar a subministrar regularment. La seva campanya militar va durar uns nou mesos, va ser breu i efectiva, encara que no va acabar amb la guerra a Irlanda. Abans de la seva invasió, les forces parlamentàries només ocupaven llocs d'avançada a Dublín i Derry. Quan va marxar d'Irlanda, van ocupar la major part de les parts orientals i septentrionals del país. Després d'arribar a Dublín el 15 d'agost de 1649, Cromwell va prendre les ciutats portuàries fortificades de Drogheda i Wexford per assegurar el subministrament logístic anglès. Al setge de Drogheda el setembre de 1649, les seves tropes van matar prop de 3.500 persones després de la captura de la ciutat, al voltant de 2.700 soldats reialistes i tots els homes de la ciutat que portaven armes, inclosos alguns civils, presoners i sacerdots catòlics. Cromwell va escriure després dels fets: "Estic convençut que aquest és un judici just de Déu sobre aquestes bàrbares desgràcies, que han imbricat les seves mans amb tanta sang innocent i que tendirà a evitar l'efusió de sang per al futur, que són motius satisfactoris per a aquestes accions, que d'una altra manera no poden sinó treballar remordiment i penediment."

Al Setge de Wexford a l'octubre, es va produir una altra massacre en circumstàncies confuses. Mentre que Cromwell aparentment intentava negociar els termes de la rendició, alguns dels seus soldats van irrompre a la ciutat, van matar 2.000 soldats irlandesos i fins a 1.500 civils, i van cremar gran part de la ciutat.

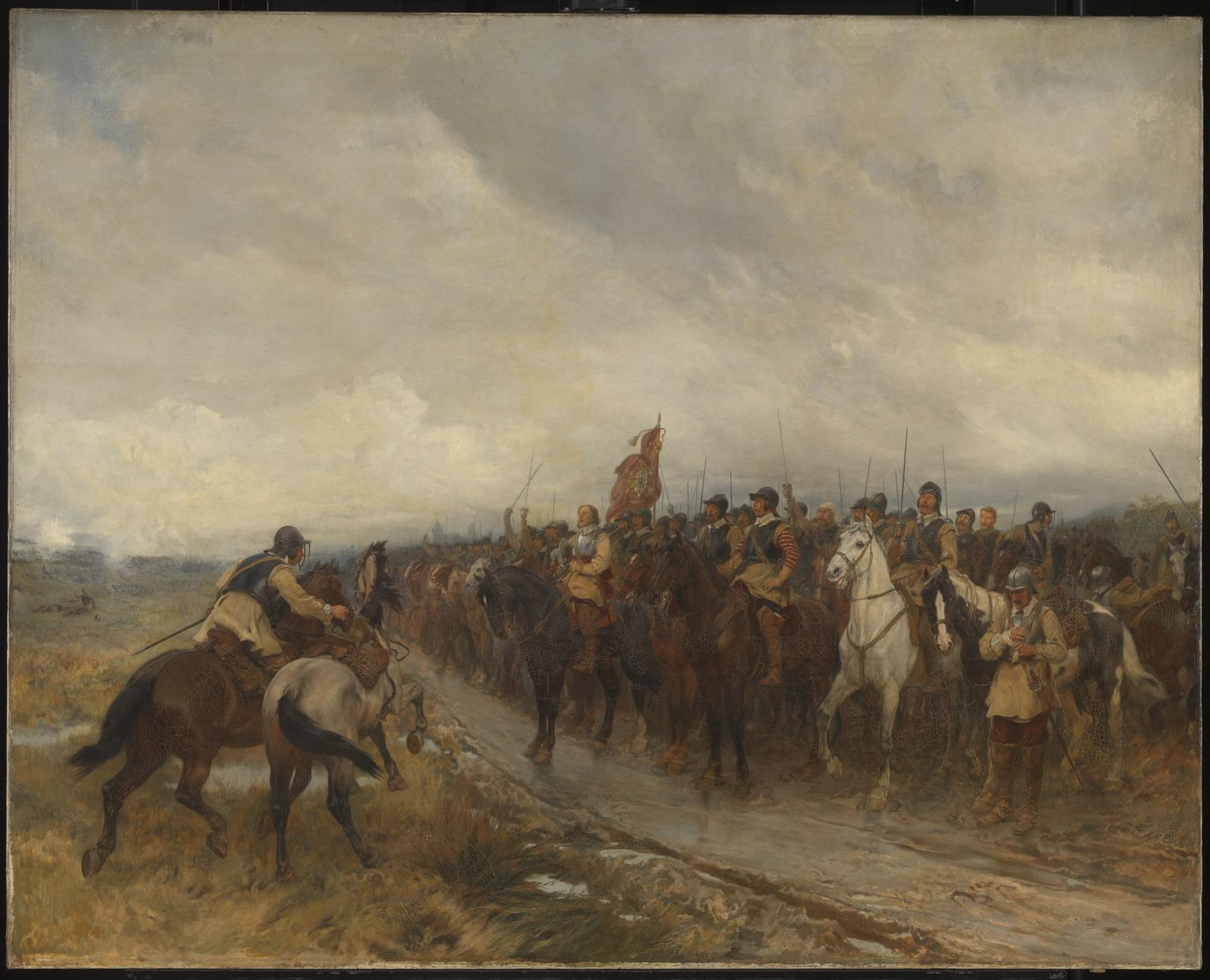
Cromwell a Dunbar, per Andrew Carrick Gow

Els caps irlandesos consideraven a les seves forces de menys poder que les angleses, de manera que en comptes de presentar batalla en camp obert (l'especialitat de Cromwell, per l'ús de cavalleria) van fer servir diverses fortaleses com a refugi. Cromwell va inventar una tàctica simple però efectiva (pròpia d'ell), atacava amb l'artilleria les muralles de les fortaleses (en la Irlanda de l'època, poques fortaleses podien resistir atacs de canons) en dos punts simultàniament per dividir les forces enemigues fins a trencar les muralles i atacar amb la infanteria fins a prendre la plaça.
Aquestes accions encara es recorden en la memòria històrica del nacionalisme irlandès. Ambdues atrocitats no van ser excepcionals a la guerra a Irlanda iniciada el 1641, tot i que encara avui són ben recordades, en part a causa d'una campanya de desprestigi coetània per part dels reialistes per tal de presentar Cromwell com un tirà que massacrava indiscriminadament la població civil per tot arreu.
Després de la caiguda de Drogheda, Cromwell va enviar una columna cap a l'Ulster per tal d'assegurar el nord del país, i va procedir a assetjar Waterford, Kilkenny i Clonmel, al sud-est de l'illa. Kilkenny es va rendir amb condicions, així com molts altres pobles com New Ross i Carlow, però Cromwell no va aconseguir prendre Waterford, i el maig de 1650 va perdre gairebé 2.000 homes en assalts fallits abans d'aconseguir prendre el poble de Clonmel. Una de les seves grans victòries a Irlanda va ser diplomàtica més que militar: amb l'ajut de Roger Boyle, 1r Earl d'Orrery, persuadir a les tropes reialistes protestants a Cork que canviessin de bàndol i lluitessin pel Parlament. Just en aquell moment li va arribar la notícia que Carles II havia desembarcat a Escòcia i havia estat proclamat rei pel règim dels Covenanters, per la qual cosa va tornar immediatament a Anglaterra per tal de fer front a aquesta nova amenaça. Les conquestes parlamentàries a Irlanda van prosseguir durant tres anys més després de la marxa de Cromwell. Les campanyes dels seus successors, Henry Ireton i Edmund Ludlow, van consistir principalment en llargs setges de ciutats fortificades i guerra de guerrilles a les zones rurals.

## Campanya escocesa: 1650-1651

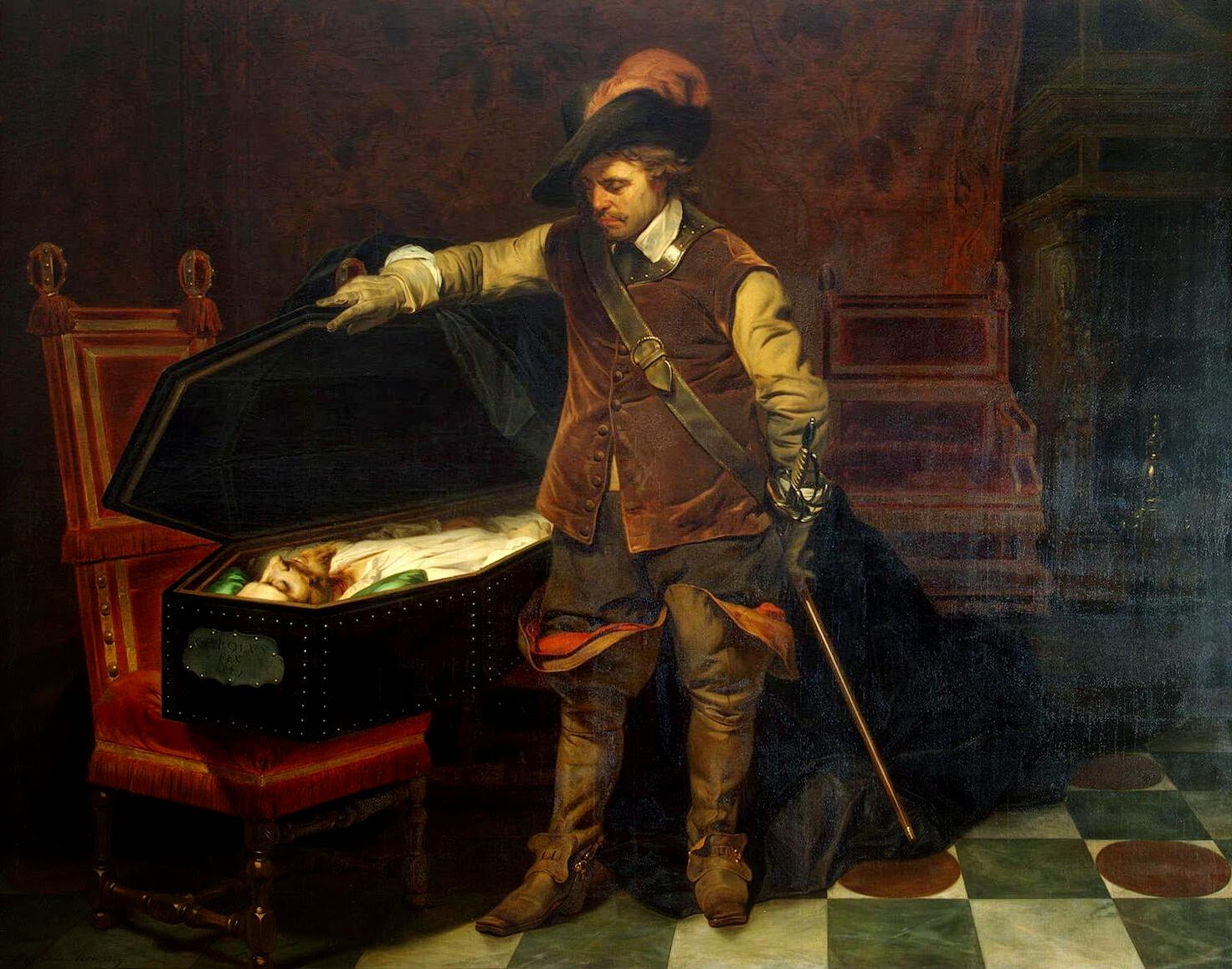
Cromwell observa el rei Carles I

El 1649 els reialistes estaven desorganitzats a Escòcia i el seu antic líder, el marquès de Montrose estava exiliat. Carles II va animar Montrose a reunir un exèrcit de les Highlands per lluitar al bàndol realista, però els covenanters escocesos, descontents amb l'execució de Carles I i temedors pel futur del presbiterianisme sota la nova Commonwealth, li van oferir la corona d'Escòcia, Carles va abandonar Montrose, que havia reunit una força mercenària a Noruega i ja havia desembarcat sent derrotat en la batalla de Carbisdale el 27 d'abril de 1650. Els vencedors van capturar Montrose poc després i el van portar a Edimburg. El 20 de maig el Parlament escocès el va condemnar a mort i el va fer penjar l'endemà. La visió de Cromwell dels presbiterians escocesos era molt menys hostil que la que tenia dels catòlics irlandesos, al cap i a la fi, molts d'ells havien estat els seus aliats durant la Primera Guerra Civil. Cromwell tendia a veure els escocesos com una gent «temorosa del Seu nom [el de Déu], encara que enganyats». Va fer una famosa apel·lació a l'Assemblea General de l'Església d'Escòcia, demanant que trenquessin l'error de la seva aliança amb el rei: «Us imploro, per les tripes de Crist, penseu que és possible que estigueu equivocats».
Carles II va desembarcar a Morayshire el 23 de juny de 1650 i va signar el Pacte Nacional de 1638 i la Lliga i Pacte Solemnes de 1643 poc després de desembarcar. Amb els seus seguidors reialistes escocesos i els seus nous aliats covenanters, Carles II es va convertir en l'amenaça més gran que enfrontava la nova república anglesa.
Després de ser rebutjat el seu al·legat, les tropes veteranes de Cromwell es van disposar a envair Escòcia. En resposta a l'amenaça, Cromwell va deixar alguns dels seus tinents a Irlanda per continuar la repressió dels reialistes irlandesos i va tornar a Anglaterra, arribant a Escòcia el 22 de juliol i assetjant Edimburg. La campanya va anar malament, ja que els seus soldats patien una manca crònica de subministraments i aquests es van veure retardats per fortificacions sota el control de tropes escoceses liderades per David Leslie i a finals d'agost, la malaltia i l'escassetat de subministraments havien reduït el seu exèrcit, i va haver d'ordenar una retirada cap a la seva base a Dunbar. Un exèrcit escocès sota el comandament de Leslie va intentar bloquejar la retirada, però Cromwell els va derrotar en la batalla de Dunbar el 3 de setembre en què van morir 4.000 soldats escocesos, 10.000 més van caure presoners i l'exèrcit de Cromwell va prendre Edimburg, i a finals d'any el seu exèrcit havia ocupat gran part del sud d'Escòcia. La victòria va ser de tal magnitud que el mateix Cromwell la va anomenar «un elevat gest de la Providència de Déu per a nosaltres i un dels més assenyalats regals que Déu ha fet a Anglaterra i la seva gent».
Al juliol de 1651, les forces de Cromwell van creuar el Fiord de Forth cap a Fife i el 20 de juliol van derrotar els escocesos a la batalla d'Inverkeithing. El Nou Exèrcit Model va avançar cap a Perth permetent a Carles, al capdavant de l'exèrcit escocès, traslladar-se cap al sud a Anglaterra en un desesperat intent d'envair Anglaterra i capturar Londres mentre Cromwell es trobava ocupat a Escòcia. Cromwell va seguir Carles a Anglaterra, deixant George Monck per acabar la campanya a Escòcia. Monck va prendre Stirling el 14 d'agost i Dundee l'1 de setembre. Cromwell va atrapar als reialistes a batalla de Worcester el 3 de setembre, on les forces del comandant anglès aixafaren l'últim gran exèrcit reialista escocès. Després de la seva derrota a Worcester, Carles II va marxar a l'exili durant nou anys al continent europeu, on va viure a França, les Províncies Unides i Països Baixos espanyols. Molts dels presoners escocesos capturats durant la campanya van morir de malaltia, i altres van ser enviats a colònies penals a les Barbados. En les últimes fases de la campanya escocesa, els homes de Cromwell sota el comandament de George Monck saquejaren al que en aquells dies era el poble de Dundee. Durant el període de la Mancomunitat, Escòcia va ser governada des d'Anglaterra i mantinguda sota ocupació militar mitjançant una línia de fortificacions que segellaven les serres del nord, que havien proveït de soldats als exèrcits d'Escòcia, separant de la resta del país. La pràctica del presbiterianisme va ser permesa, com ho havia estat sempre, però l'Església d'Escòcia ja no tenia el suport de les corts de justícia civils per a crear normes.
La conquesta de Cromwell, encara que no va ser precisament ben rebuda, no va deixar ni rastre de rancor a Escòcia. El govern de la Mancomunitat i el Protectorat va ser en la seva majoria pacífic i just, i no hi va haver grans confiscacions de terres o propietats. A Irlanda, en contrast, es va transferir la major part de la propietat de la terra de la població nativa d'Escots catòlics als creditors del Parlament, als colons protestants procedents d'Anglaterra i veterans del Nou Exèrcit Model. Això va crear una herència enverinada que va subsistir molt més enllà de les memòries deixades pel saqueig de Drogheda i de Wexford. Encara que no es recorda de forma extremadament favorable, el nom d'Oliver Cromwell no és rebut ni de lluny amb tant odi a Escòcia com a Irlanda.

## La Mancomunitat: 1649-1653

### El Parlament Romanent (Rump Parliament)

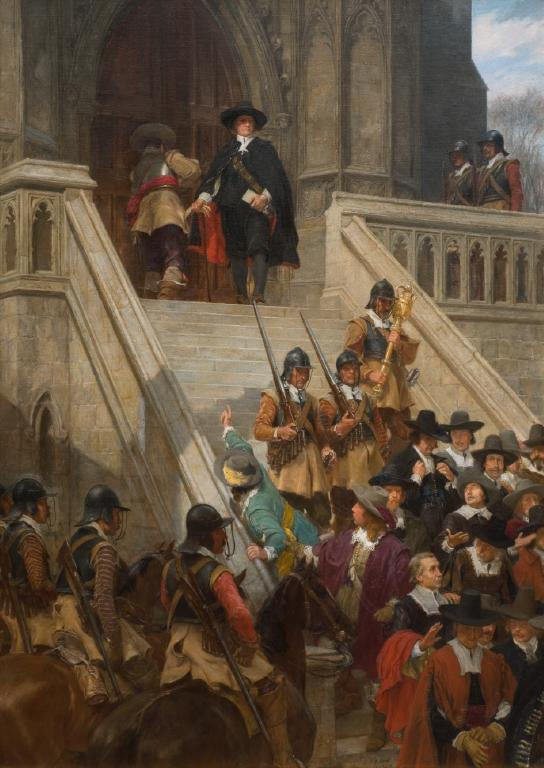
Cromwell dissolent el Parlament el 1653

Després de l'execució del rei, es va instaurar una república coneguda com la Mancomunitat d'Anglaterra. Es va instituir un Consell d'Estat per gestionar el país, que incloïa Cromwell entre els seus membres. El seu autèntic poder provenia de l'exèrcit; Cromwell va intentar sense èxit unificar al grup original d'«Independents Reials» centrat al voltant de St John, Saye i Sele, però només St John va accedir a mantenir-se en el seu escó del parlament. Des de mitjans de 1649-1651, mentre Cromwell va estar absent en campanya, amb el rei deposat (i amb ell el factor unificador de la seva causa), les diferents faccions del parlament van començar a veure's immerses en disputes internes. A la seva tornada, Cromwell va tractar d'influir en els membres del parlament perquè establissin la data de les següents eleccions, unint als tres regnes sota una sola política i posant en marxa una església nacional tolerant. Tanmateix, el «Parlament Romanent» o Residual (Rump Parliament; la paraula anglesa rump 'copró' va adquirir en política el significat 'residual') vacil·là en l'elecció de data per a les eleccions, i encara que va posar en marxa una llibertat bàsica de consciència, no va aconseguir produir una alternativa als impostos religiosos, ni va aconseguir desmantellar altres aspectes de la situació religiosa existent. Frustrat, Cromwell va acabar dissolent el Parlament el 1653.

### El Parlament de Barebone (Barebone's Parliament)
Després de la dissolució del Parlament Residual, el poder va passar temporalment a un consell que va debatre sobre la forma que havia de prendre la constitució. Aquest va acceptar el suggeriment del General Thomas Harrison de formar un sanedrí de sants. Cromwell no subscrivia els punts de vista apocalíptics i Quintalmonarquistes de Harrison, que veia un sanedrí com el punt d'arrencada del regne de Jesucrist sobre la terra. Però l'atreia la idea d'una assemblea constituïda per una barreja de sectes. En el seu discurs d'inauguració d'aquesta assemblea, el 4 de juliol de 1653, Cromwell va donar gràcies a la divina providència, a la qual considerava responsable d'haver portat a Anglaterra fins a aquell punt, i d'haver-los iniciat en la seva missió divina: «Certament Déu us ha cridat a aquesta tasca mitjançant, crec, les més meravelloses provisions que mai han recaigut sobre els fills dels homes en tan curt temps.» De vegades conegut com al «Parlament dels Sants», l'assemblea va ser també coneguda com al Parlament de Barebone, en un joc de paraules utilitzant el nom d'un dels seus membres, Praise-God Barebone. Finalment, l'assemblea va rebre l'encàrrec de trobar un acord permanent constitucional i religiós. Cromwell va ser convidat a unir-s'hi, però va declinar l'oferta. No obstant això, el fracàs de l'assemblea a assolir els seus objectius va portar als seus membres a votar a favor de la seva dissolució el 12 de desembre de 1653.

## El protectorat: 1653-1658

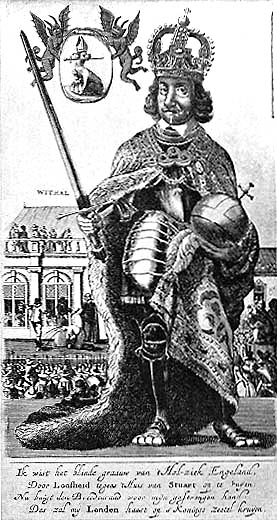
Caricatura Holandesa representant Oliver Cromwell com a monarca

Després de la dissolució del Parlament Barebone, John Lambert va impulsar una nova constitució coneguda com a l'Instrument de govern, molt semblant a les «Heads of Proposals» anteriors. Convertia a Cromwell en Lord Protector de per vida per aconseguir «la màxima magistratura i l'administració del govern». Tenia el poder de convocar i dissoldre parlaments, però obligat per l'Instrument a cercar el vot de la majoria per al consell d'estat. No obstant això, el poder de Cromwell estava també reforçat per la seva gran popularitat en l'exèrcit, a qui havia ampliat durant les guerres civils, i al qual prudentment va conservar després en bona forma. Cromwell va acceptar el jurament com Lord Protector el 15 de desembre de 1653.
El Primer Parlament del Protectorat es va reunir el 3 de setembre de 1654, i després d'alguns gestos inicials aprovant mesures preses inicialment per Cromwell, va començar a treballar en un programa moderat de reformes constitucionals. En lloc d'oposar-se a les reformes del parlament, Cromwell el va dissoldre el 22 gener 1655. Després d'un aixecament reialista dirigit per Sir John Penruddock, Cromwell (influït per Lambert) dividí Anglaterra en districtes militars governats per generals (el rang exacte era Major-General) que només responien davant seu. Els quinze generals, anomenats "governadors divins", eren imprescindibles no només per a la seguretat nacional, sinó també per la croada moral de Cromwell. No només supervisaven les forces de la milícia i les comissions de seguretat, sinó que recaptaven els impostos i asseguraven el suport al govern en les províncies angleses i Gal·leses.
Es van establir comissionats en cada comtat per assegurar la pau a la Commonwealth. Mentre alguns d'ells eren polítics de carrera, la majoria eren puritans radicals que van rebre els generals amb els braços oberts i es van embarcar en el seu treball amb entusiasme. No obstant això, els generals van durar menys d'un any. Molts els veien com una amenaça a la seva autoritat i els seus esforços reformistes. La seva posició va quedar encara més malmesa quan el Segon Parlament del Protectorat, constituït el setembre de 1656, va votar en contra d'una proposta d'impostos feta pel Major General John Desborough per tal de proveir la seva tasca de recursos financers. Finalment, però, va ser la incapacitat de Cromwell de donar suport als seus homes, sacrificant els seus oponents polítics, el que causaria la caiguda de tots ells. A més, les seves activitats entre novembre de 1655 i setembre de 1656 havien reobert les ferides de la dècada de 1640 i ampliat les antipaties cap al règim.
Durant aquest període Cromwell també es va enfrontar a desafiaments en la seva política exterior. La Primera Guerra Anglo-Holandesa, que va esclatar el 1652 contra les Províncies Unides dels Països Baixos, va ser finalment guanyada per l'almirall Robert Blake el 1654. La rivalitat comercial amb Espanya a les Índies va conduir a la guerra anglo-espanyola. Com Lord Protector estava ben al corrent de la contribució que la comunitat jueva havia protagonitzat en el desenvolupament econòmic d'Holanda, que s'havia convertit en el principal rival comercial d'Anglaterra. Això, combinat amb la tolerància de Cromwell cap al dret de culte privat per a tots els no puritans evangèlics, el va portar a aprovar el reassentament dels jueus a Anglaterra, aquesta negociació la va portar per part holandesa Menasseh Ben Israel, 350 anys després de la seva expulsió per part d'Eduard I d'Anglaterra, amb l'esperança que ajudarien a accelerar la recuperació de la nació després de les guerres civils.
El 1657, el Parlament li va oferir a Cromwell la corona, com a part d'una nova modificació constitucional, creant un gran dilema a aquell que havia estat instrumental en l'abolició de la monarquia. Durant sis setmanes es va debatre entre dubtes, intentant decidir-se. Encara que l'atreia l'estabilitat que el govern guanyaria amb el càrrec, finalment, en un discurs del 13 abril 1657, va deixar ben clar que la providència divina havia parlat en contra de la figura reial: «No tractaré d'establir allò que la Providència ha destruït i llançat a la pols, i no construiré Jericó de nou.» La referència a Jericó parlava d'un moment anterior, el 1655: quan Cromwell va saber de la derrota d'una expedició contra l'illa de la Hispaniola, a les Antilles Majors, es va comparar a si mateix amb Acan, que havia aconseguit una derrota per als israelites després de portar de tornada al seu campament part del saqueig aconseguit durant la captura de Jericó.
En el seu lloc, Cromwell va ser cerimoniosament reinstaurat com Lord Protector, amb més poders dels que havia ostentat fins aleshores, al Palau de Westminster, assegut a la Cadira del Rei Eduard que havia estat traslladada de l'Abadia de Westminster especialment per a l'ocasió. L'esdeveniment en gran part imitava una coronació, usant molts dels seus símbols i faramalla, com la capa porpra amb vores d'ermini, l'espasa de justícia, i el ceptre (però sense corona ni orbe). El més notable va ser que el càrrec de Lord Protector va seguir sense ser hereditari, encara que Cromwell ara podia nomenar el seu successor. Els seus nous drets i poders van ser redactats en la «Humil petició i consell», un instrument legislatiu que va reemplaçar l'Instrument de govern. No obstant això, el mateix Cromwell es va esforçar per minimitzar el seu propi paper, i es va descriure a ell mateix com a un conestable o guardià.

## Mort i execució pòstuma

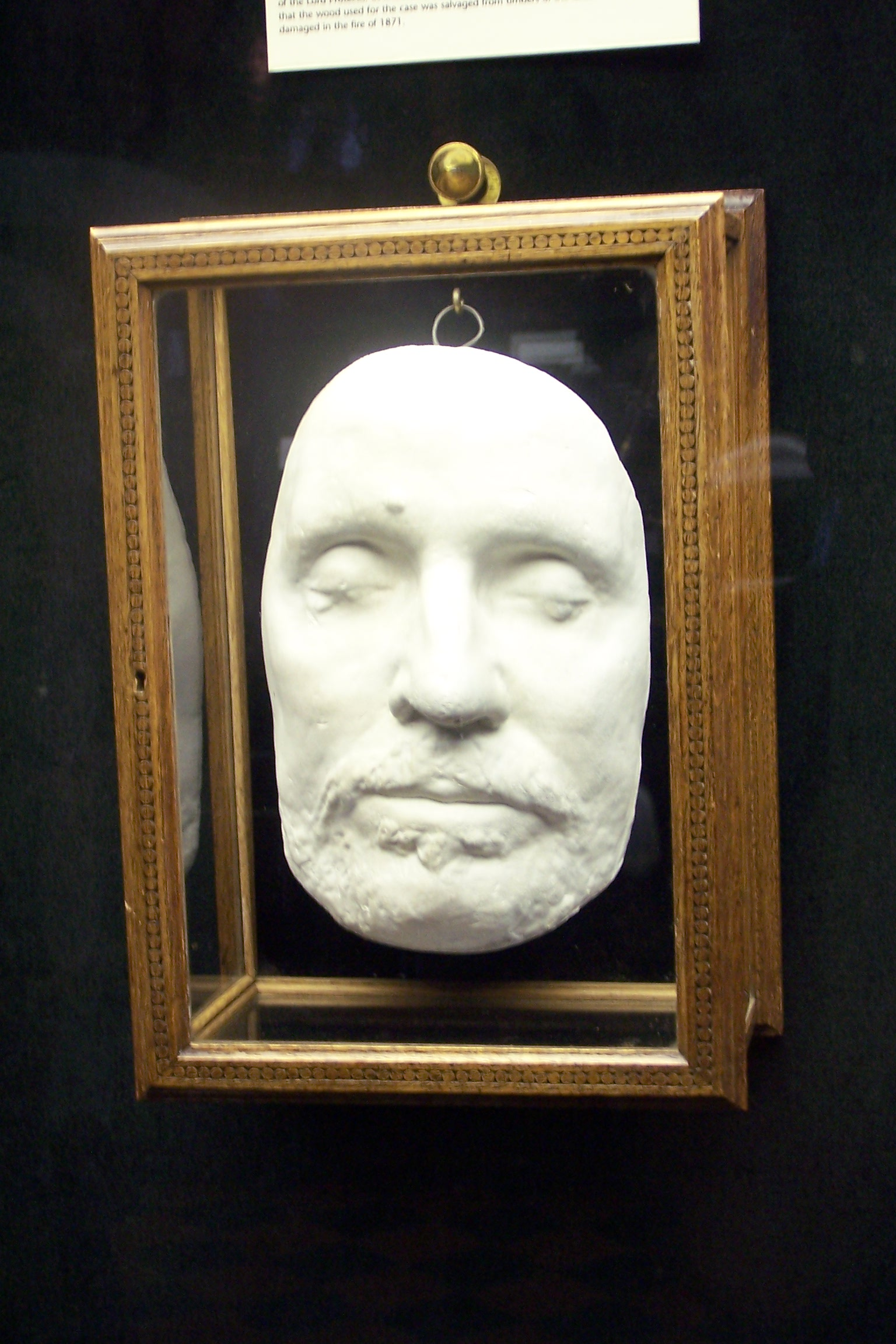
Màscara mortuòria d' Oliver Cromwell al castell de Warwick.

Es creu que Cromwell patia malària (probablement contreta durant les seves campanyes a Irlanda) i càlculs renals. El 1658 va patir totes dues malalties alhora: un rebrot sobtat de les febres provocades per la malària, seguit immediatament d'un atac de símptomes propis d'un càlcul renal. Un metge venecià va seguir la malaltia que va acabar causant la mort de Cromwell, afirmant que els seus metges personals l'estaven tractant malament, cosa que el va portar a un ràpid declivi i a la mort. Sens dubte va accelerar el seu decaure la mort de la seva filla favorita, Elizabeth Cromwell, el 29 d'agost a 29 anys. Va morir a Whitehall el 3 de setembre de 1658, l'aniversari de les seves grans victòries en Dunbar i Worcester.
El va succeir com lord Protector el seu fill Richard. Encara que no estava totalment exempt d'habilitats, Richard no tenia suports ni al parlament ni en l'exèrcit, i va ser obligat a dimitir la primavera del 1659, portant el Protectorat a la seva fi. En el període immediatament posterior a la seva abdicació, el cap de l'exèrcit, George Monck, va prendre el poder durant menys d'un any, moment en què el parlament va reinstaurar a Carles II d'Anglaterra com a rei.
El 1661 el seu cos va ser exhumat de l'abadia de Westminster, i sotmès al ritual de l'execució pòstuma. El procés va tenir lloc, de forma simbòlica, el 30 de gener, la mateixa data en què es va executar a Carles I d'Anglaterra. El seu cos va ser penjat d'unes cadenes a Tyburn durant un temps, fins que finalment va ser llançat a una fossa, mentre que el seu cap decapitat, va ser exhibit a la part alta d'un pal clavat a l'entrada de l'abadia de Westminster fins a 1685. Després d'aquest any, el cap va anar canviant de mans fins a ser finalment soterrat en els terrenys del Sidney Sussex College, a Cambridge, el 1960, on Oliver havia estudiat.

## En la Cultura Popular
Hi ha diverses cançons i obres musicals que fan referència a Cromwell. Per exemple, el 1989, els Monty Python van publicar una cançó titulada Oliver Cromwell, una paròdia de la seva biografia. La cançó «Oliver's Army» d'Elvis Costello parla del Nou Exèrcit Model. Altres cançons són molt més crítiques: la cançó «Young Ned of the Hill», de Terry Woods i Ron Kavana (popularitzada per The Pogues) critica les accions de Cromwell a Irlanda amb les paraules: 
| « | Et maleeixo, Oliver Cromwell, tu que vas violar la nostra mare pàtria, espero que t'estiguis podrint a l'infern pels horrors on ens vas enviar . | » |

En el seu àlbum You Are the Quarry del 2004, l'artista britànic Morrissey va gravar la cançó «Irish Blood, English Heart», que conté la lletra:
| « | He estat somiant amb un temps en què els anglesos estiguin farts dels laboristes i d'els conservadors, i escupin sobre el nom de Oliver Cromwell, i denunciïn a aquesta línia reial que encara lloen, i li lloaran per sempre. | » |

El personatge de Cromwell ha aparegut en moltes pel·lícules i obres de ficció. Victor Hugo va escriure una obra sobre Cromwell el 1827. El 2003, el dramaturg Steve Newman va produir Una nit amb Oliver Cromwell, en què aprofundia en la relació entre el mateix Cromwell i el Major General Thomas Harrison. L'obra es va estrenar en la «Shreeves House» a Stratford-upon-Avon, on es creu que es va allotjar Cromwell abans de la batalla de Worcester. El personatge de Cromwell ha aparegut en pel·lícules com The Moonraker (1958) interpretat per John Le Mesurier, en Witchfinder General (1968) per Patrick Wymark, en Cromwell (1970) per Richard Harris (el qual, irònicament, era irlandès) i en Matar a un rei (2003) per Tim Roth. En televisió ha estat interpretat per Peter Jeffrey en la sèrie de la BBC Per l'espasa dividits, i en el docudrama de la BBC Warts and All (2003) per Jim Carter. També és una figura important a l'òpera I Puritani (1853), de Vincenzo Bellini.